# Układ grupowy Lewis
Układ grupowy Lewis – jeden z wielu układów grup krwi człowieka. Układ ten składa się z 6 antygenów kodowanych przez geny zlokalizowane na ramieniu krótkim chromosomu 19. Numer tego układu to 007, a symbol – LE.

## Antygeny
W obrębie układu Lewis wyróżnia się 6 reszt cukrowych mających charakter antygenów, są to: Lea, Leb, Leab, LebH, ALeb, BLeb, jednak tylko dwa pierwsze mają znaczenie kliniczne. Występują one na krwinkach czerwonych, płytkach krwi, limfocytach, w trzustce, błonie śluzowej żołądka i jelit oraz w innych narządach. Ich biosynteza rozpoczyna się po porodzie, najwcześniej w 6. miesiącu życia. 
Od antygenów innych układów grupowych odróżniają się tym, że są wytwarzane poza krwinkami czerwonymi, dopiero potem zostają adsorbowane na glikosfingolipidach błony erytrocytów. Geny, które kontrolują te procesy, są zlokalizowane w niezależnych loci na chromosomie 19: są to geny FUT3 (odpowiedzialne za allele Le i le) i FUT2 (odpowiedzialne za allele Se i se). Gen FUT2 odpowiada także za powstawanie antygenu H w układzie ABO. Produktami tych genów są enzymy – fukozylotransferazy.
Antygen Lea posiada jedną resztę fukozy na końcu łańcucha prekursorowego, zaś antygen Leb – dwie reszty fukozy.

## Dziedziczenie
Występują 4 fenotypy tego układu:
- Le(a+b+) – charakteryzuje się szczególnie silną ekspresją antygenu Lea, syntetyzowany jest jednak także antygen Leb; występuje u niektórych osób z allelami Le i Se;
- Le(a-b+) – wydzielany jest wyłącznie antygen Leb; występuje również u niektórych osób z allelami Le i Se;
- Le(a+b-) – obecny jest wyłącznie antygen Lea; występuje u osób posiadających allel dominujący Le, ale będącymi jednocześnie homozygotami recesywnymi sese;
- Le(a-b-) – obecny u wszystkich osób będących homozygotami lele.

Konkretny fenotyp jest zależny m.in. od posiadanej grupy z układu AB0 – obecność grupy krwi A, B lub AB zmniejsza ilość antygenów układu Le we krwi.

## Przeciwciała
Przeciwciała anty-Lea i anty-Leb należą do klasy IgM, rzadziej IgG. Nie mogą być przyczyną konfliktu serologicznego matczyno-płodowego, ponieważ biosynteza antygenów zaczyna się po urodzeniu. Rzadko są też przyczyną odczynów poprzetoczeniowych po transfuzji, a jeżeli już do nich dojdzie, ich konsekwencje nie niosą ze sobą zagrożenia utraty życia.

## Aspekty kliniczne
Wykazano liczne powiązania pomiędzy obecnościami konkretnych fenotypów w układzie Lewis a skłonnościami do występowania powikłań po wystawieniu na czynniki chorobotwórcze. M.in. antygeny Leb stanowią receptory dla bakterii Helicobacter pylori; szczególne znaczenie ma to dla osób z grupą krwi 0, u których nasilona jest obecność antygenów Leb. 
Ponadto stwierdzono, że osoby z fenotypem Le(a+b-) i Le(a-b-) są szczególnie narażone na infekcję przecinkowcami cholery typu O1. Osoby z fenotypem Le(a-b+) mają dużo mniejsze prawdopodobieństwo infekcji, a jeżeli już ona nastąpi, hospitalizacja trwa krócej i daje lepsze efekty. Natomiast osoby z fenotypem Le(a-b-) wykazują zmniejszoną ilość przeciwciał IgA przeciwko tej bakterii (także w porównaniu z Le(a+b-)), co powoduje dłużej trwające biegunki.